# Otus mindorensis
Mocho-d'orelhas-de-mindoro ou mocho-de-orelhas-de-mindoro (Otus mindorensis) é uma espécie de ave estrigiforme pertencente à família Strigidae.